# Лас-Гель
Лас-Гель, Лаас-Гааль (сомал. Laas Geel; рус. Верблюжий колодец) — пещерный комплекс в Сомалиленде. Известен хорошо сохранившимися наскальными росписями, одними из самых древних на полуострове Сомали и одними из наилучших образом сохранившихся на всём континенте.

## Описание
Лас-Гель находится на территории непризнанного самовоспровозглашённого государства Сомалиленд (официально — часть ныне практически распавшегося государства Сомали) недалеко от города Харгейса в горах Наса Хаблод (англ. Naasa Hablood). Местные жители никогда не обращали внимания на наскальные росписи, и использовали пещеры исключительно чтобы укрываться от непогоды.
На стенах пещер обнаружены многочисленные петроглифы, изображающие, в основном, коров, а также людей, волков или собак и жирафов. Особенно интересны рисунки коров: у всех них необычные лирообразные рога, многие из них одеты в церемониальную одежду, их шеи украшены неким панцирем.
Датировка петроглифов: от IX—VIII до III тысячелетия до н. э.

## Обнаружение
В ноябре-декабре 2002 года Лас-Гель обнаружила французская экспедиция. Они описа́ли десять неглубоких пещер (альковов) с удивительно хорошо сохранившимися рисунками на стенах. В 2003 году была организована повторная, более основательная, экспедиция.
В 2005 году Лас-Гель посетил английский телеведущий Саймон Рив, этим пещерам была посвящена отдельная серия его научно-популярного проекта англ. Places That Don't Exist.

## Галерея

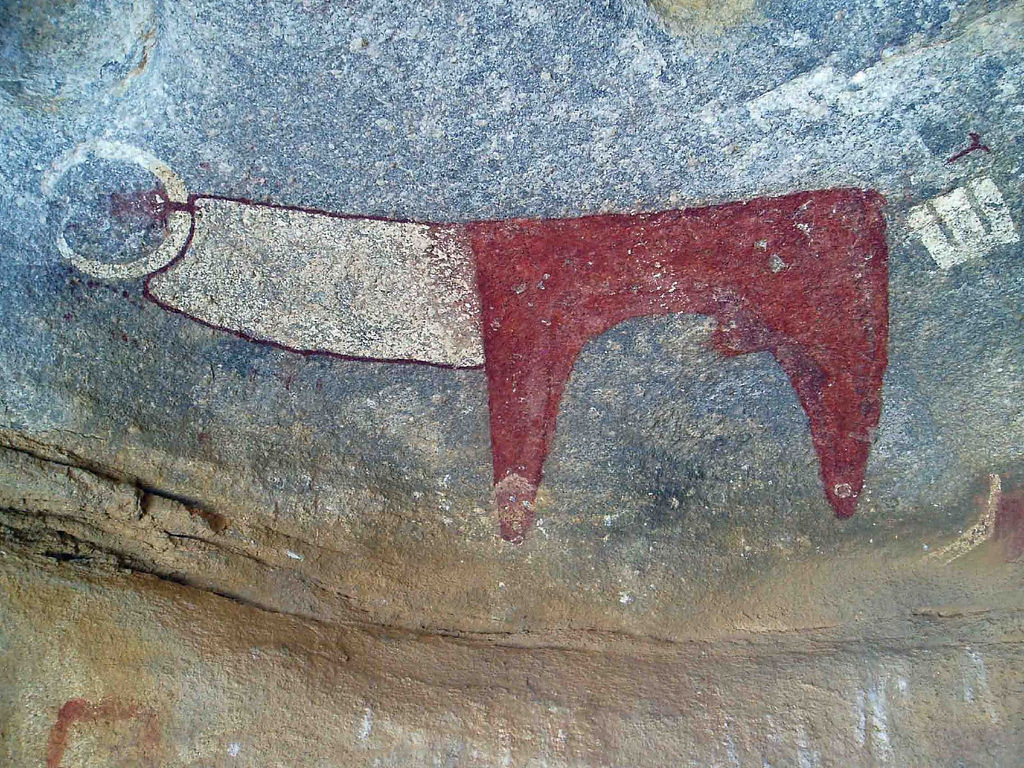
Церемониальная корова
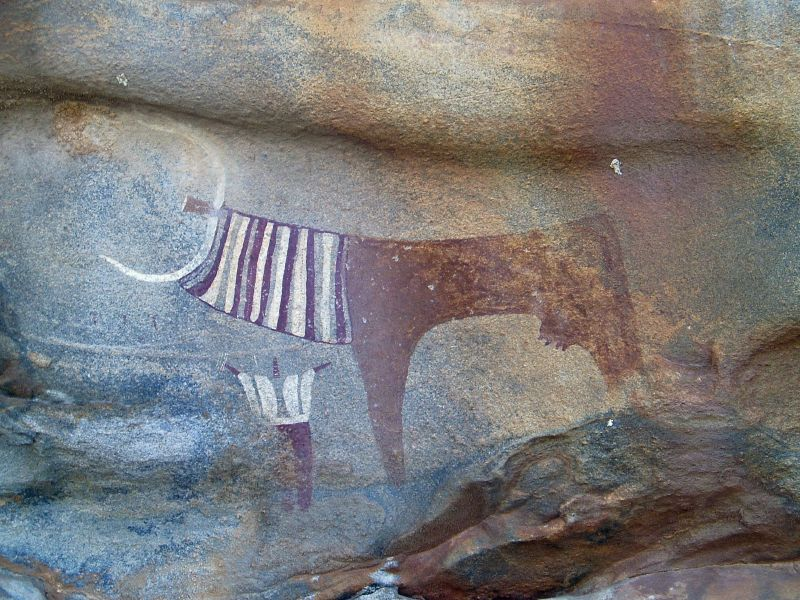
Церемониальная корова и человек
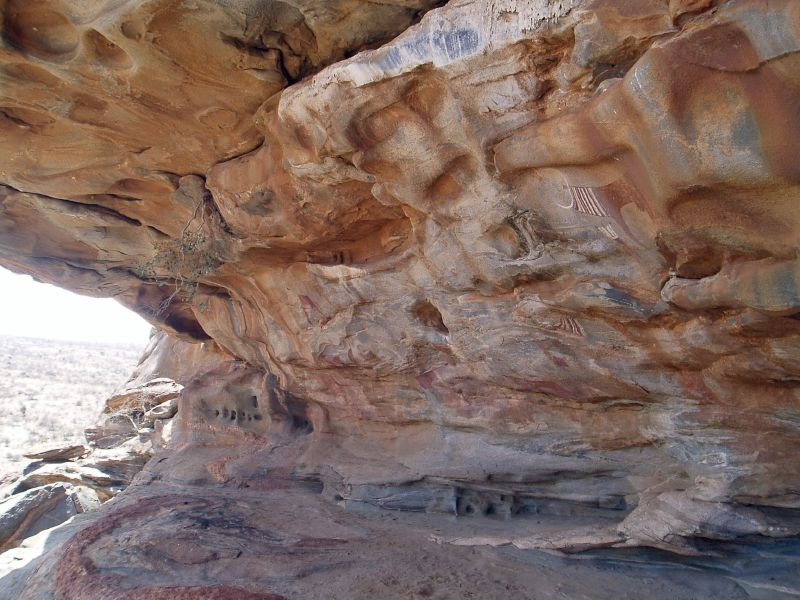
Общий план этого же петроглифа
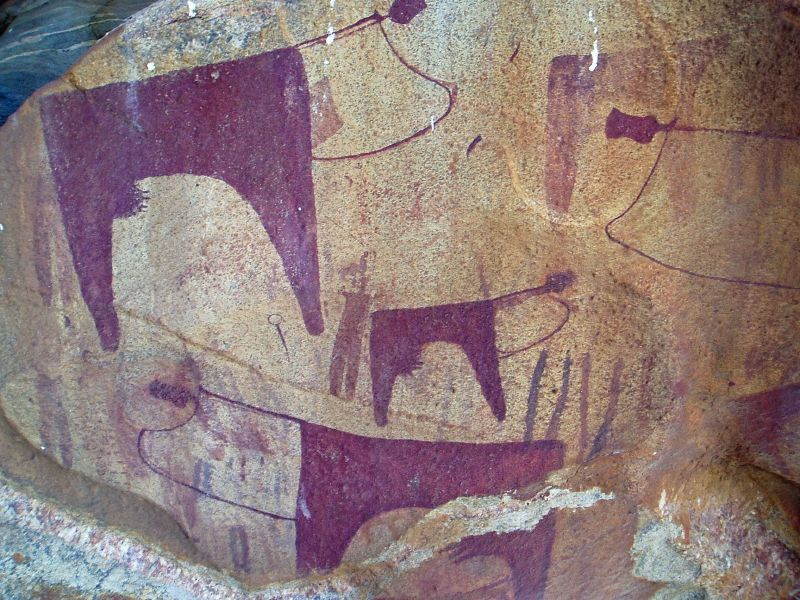
Несколько коров